# Ramón Terrats
Ramon Terrats, né le 18 octobre 2000 à Barcelone en Espagne, est un footballeur espagnol qui évolue au poste de milieu central à la Getafe CF, en prêt du Villarreal CF.

## Biographie

### Girona FC
Né à Barcelone en Espagne, Ramon Terrats joue pour l'UE Sant Andreu, où il signe en juin 2019 et commence ensuite sa carrière professionnelle au Girona FC, qu'il rejoint en 2020. Il joue son premier match en professionnel avec ce club, le 4 novembre 2020, lors d'une rencontre de championnat face au Real Saragosse où il est titularisé (2-2 score final),.
Le 24 février 2021, Ramon Terrats prolonge son contrat avec Girona jusqu'en juin 2024. Il s'impose comme un joueur régulier de l'équipe première au cours de l'année 2021.

### Villarreal CF
Le 18 janvier 2023, Ramón Terrats rejoint le Villarreal CF sous la forme d'un prêt jusqu'à la fin de la saison. Il intègre dans un premier temps l'équipe B du club.
Le 30 juin 2023, Terrats s'engage définitivement avec le Villarreal CF, signant un contrat de trois ans, soit jusqu'en juin 2026.
En juillet 2025, il rejoint en prêt le RCD Espanyol pour une saison.